# Abu Khashab
Abu Khashab (en árabe: أبو خشب‎) es una ciudad siria ubicada en el distrito de Deir ez-Zor, gobernación de Deir ez-Zor. Según la Oficina Central de Estadísticas de Siria (CBS), Abu Khashab tenía una población de 9.046 en el censo de 2004.

## Guerra civil siria
El 27 de abril de 2022, siete personas murieron a tiros y otras cuatro resultaron heridas en una masacre cometida por combatientes del Estado Islámico cuando atacaron la casa del jefe de la oficina de relaciones del Consejo Civil de Deir ez-Zor en la ciudad.